# Kovor
Kovor [kôvor, v kovôrju] je gručasta vas na terasi Tržiške Bistrice ob cesti proti Ljubelju v Občini Tržič.
Cerkev sv.Janeza Krstnika se v starih zapisih prvič omenja 1296. Prednico sedanje stavbe, postavljene verjetno okoli 1517, je obdajal protiturški tabor, katerega ostanki z renesančnim stropom so še vidni. Sedanja cerkev je bila postavljena 1740 in posvečena 1767.

## Znani krajani
- Polona Bertoncelj - športna TV novinarka in voditeljica